# Suzuki MR Wagon
Suzuki MR Wagon (в Японии также известен как Nissan Moco) — субкомпактвэн (в Японии — кей-кар) японского автопроизводителя Suzuki, выпускавшийся с 2001 по 2016 год. Помимо Японии, автомобиль первого поколения также производился в Индии на заводе Maruti Suzuki, а также поставлялся в Индонезию.

## Первое поколение

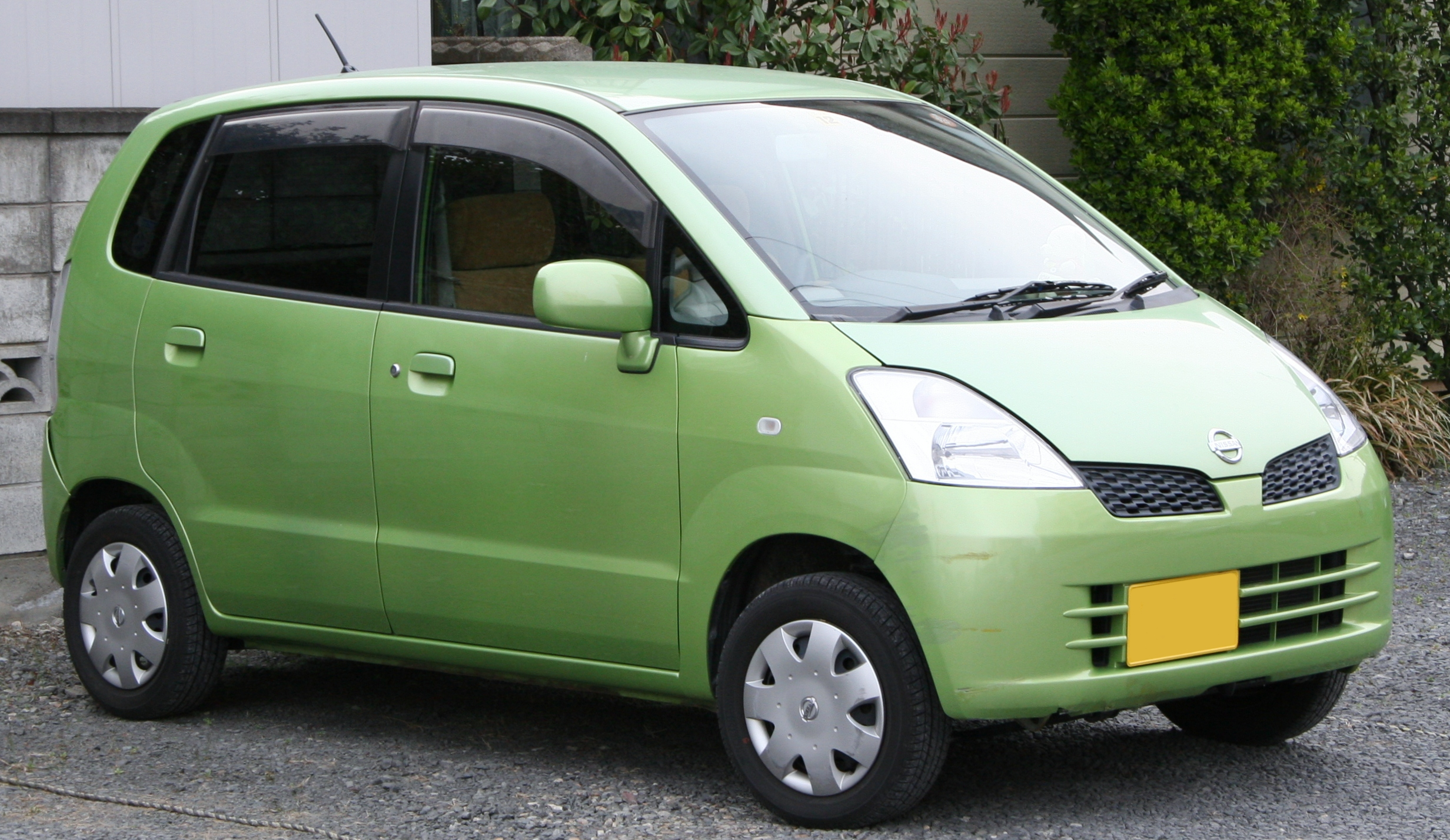
Nissan Moco

Модель первого поколения появилась в продаже в Японии в декабре 2001 года. Автомобиль комплектовался 658 см³ двигателем серии K6A, который был разработан Suzuki специально для моделей кей-каров. Мощность двигателя — 40 кВт, крутящий момент — 61 Нм. Также была доступна версия с турбонагнетателем, мощность которой не изменилась, но крутящий момент составляет уже 84 Нм. С 2004 года мощность турбированной версии повысилась до 47 кВт, а крутящий момент повысился до 103 Нм. Коробка передач — 4-ступенчатая МКПП. В 2005 году совместно с General Motors была представлена модификация автомобиля, работающая на водородном топливе, но в серию она не пошла.
В октябре 2001 года на 35-м автосалоне в Токио был представлен прототип автомобиля Nissan Moco, а в апреле 2002 года автомобиль поступил в продажу. Отличия между MR Wagon и Moco минимальны — это всего лишь другая решётка радиатора, которую Nissan уже использовал ранее в модели Primera. Продажи автомобиля под маркой Nissan составляли 3000-4000 экземпляров в год, что было больше, чем продажи оригинальной модели под маркой Suzuki.

### Индия

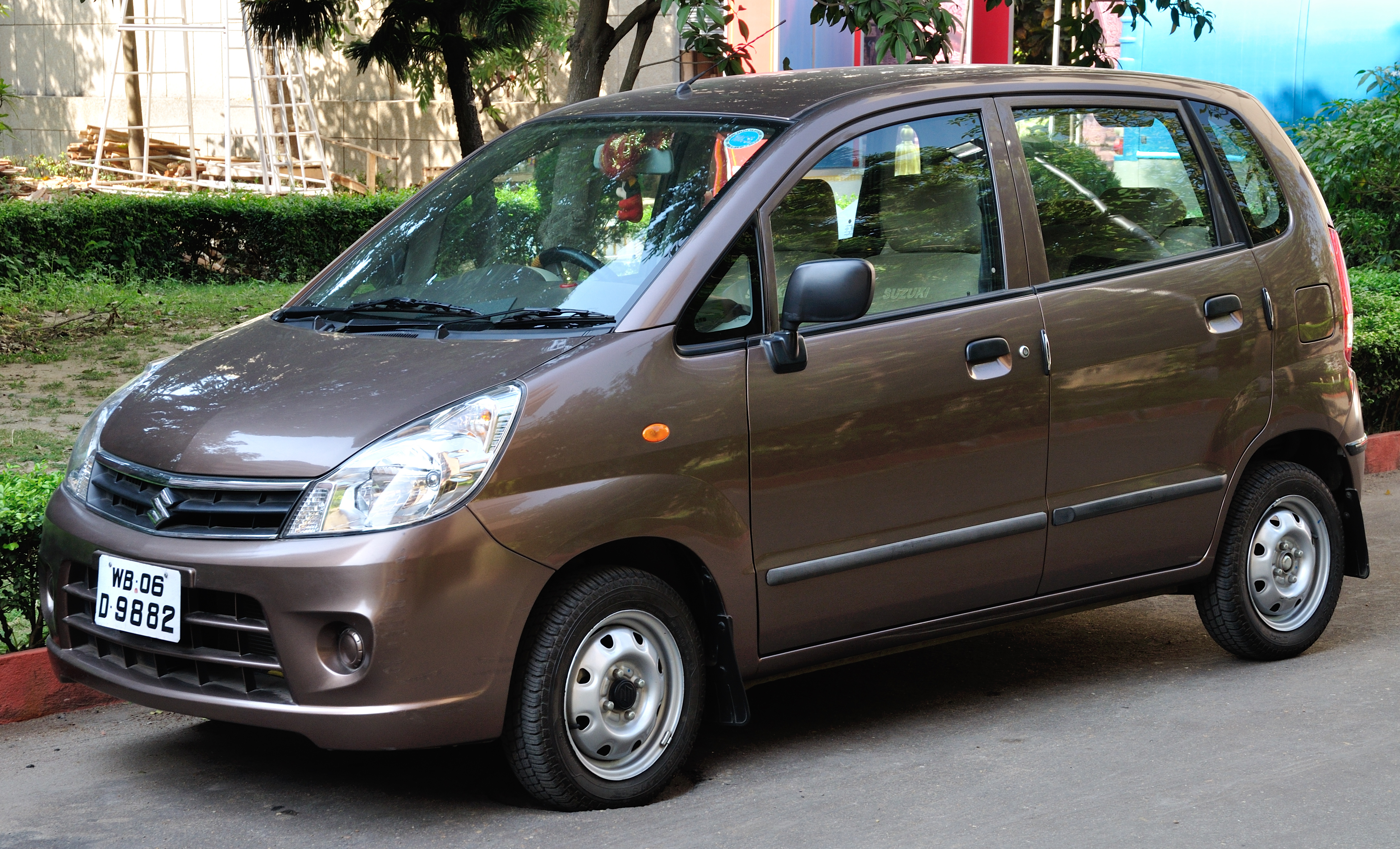
Модель Estilo после рестайлинга

В декабре 2006 года автомобиль поступил в продажу на рынок Индии под именем Maruti Suzuki Zen Estilo. Сборка осуществлялась на заводе Maruti, там же собиралась модель Alto. Модель оснащалась более мощным 1,1 л рядным четырёхцилиндровым 16-клапанным двигателем F10D мощностью 47 кВт и крутящим моментом 85 Нм. В Японии данный двигатель ставился на модель Wagon R.
В декабре 2009 года автомобиль для индийского рынка прошёл рестайлинг. Название модели сменилось на Maruti Suzuki Estilo. После рестайлинга продажи пошли на спад, несмотря на то, что было внесено множество изменений, улучшающих производительность и внешний вид. Также появился новый двигатель — это 1,0 л трёхцилиндровый 12-клапанный силовой агрегат K10B мощностью 50 кВт при 6200 об/мин и крутящим моментом 92 Нм при 3500 об/мин. Также был внесён ряд изменений в заднюю подвеску автомобиля для повышения стабильности на высокой скорости. Также были добавлены подогрев заднего стекла, задние противотуманные фонари, новая панель приборов и новые цвета интерьера.
Производство автомобиля в Индии было остановлено в феврале 2014 года, на смену ему пришла модель Celerio.

### Индонезия
Продажи в Индонезии стартовали в 2007 году. Автомобиль получил название Suzuki Karimun Estilo. Импорт шёл из Индии. В конце 2009 года модель претерпела рестайлинг. Продажи завершились в конце 2012 года. На смену Karimun Estilo пришла модель Karimun Wagon R.

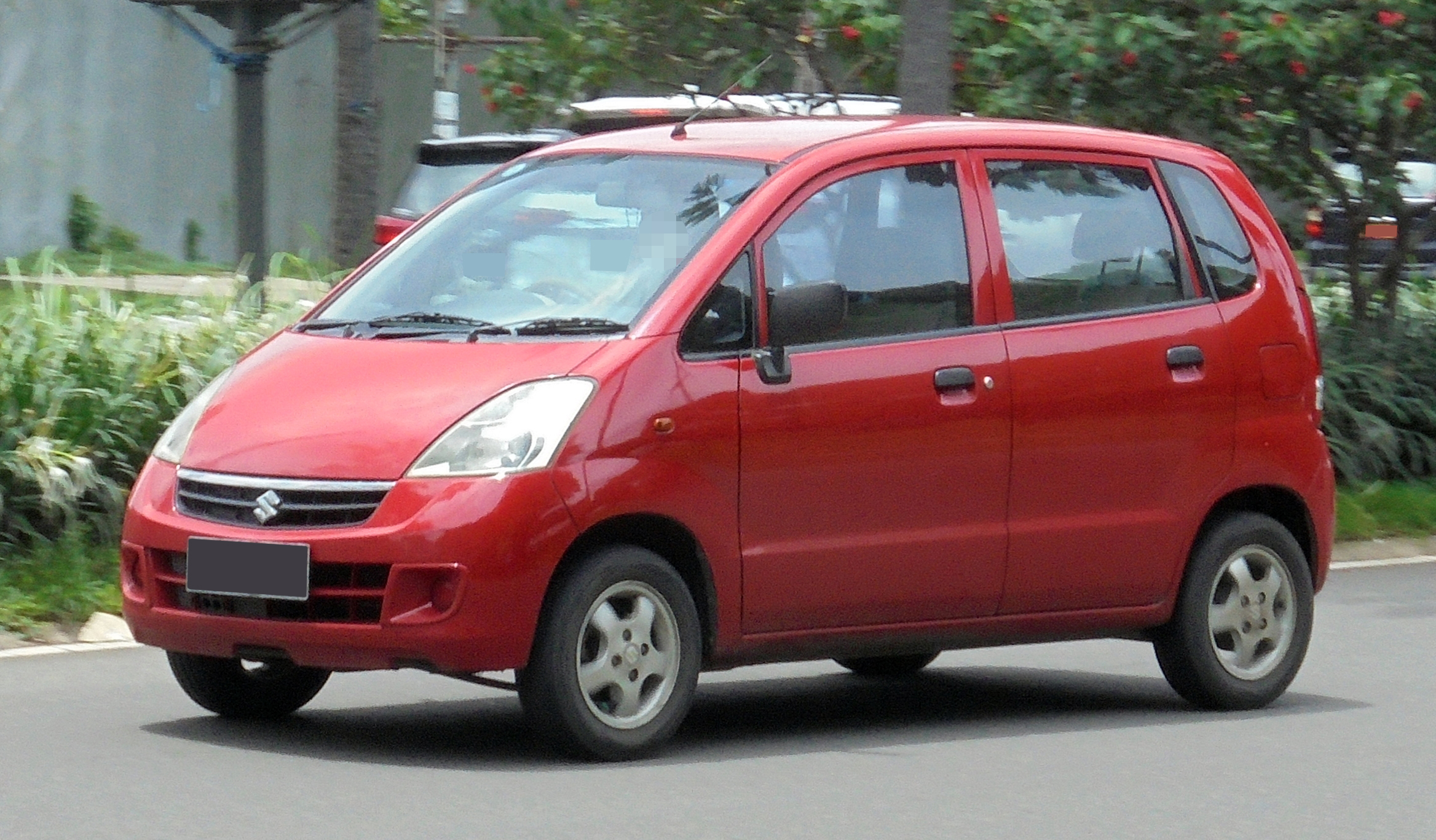
Karimun Estilo до рестайлинга
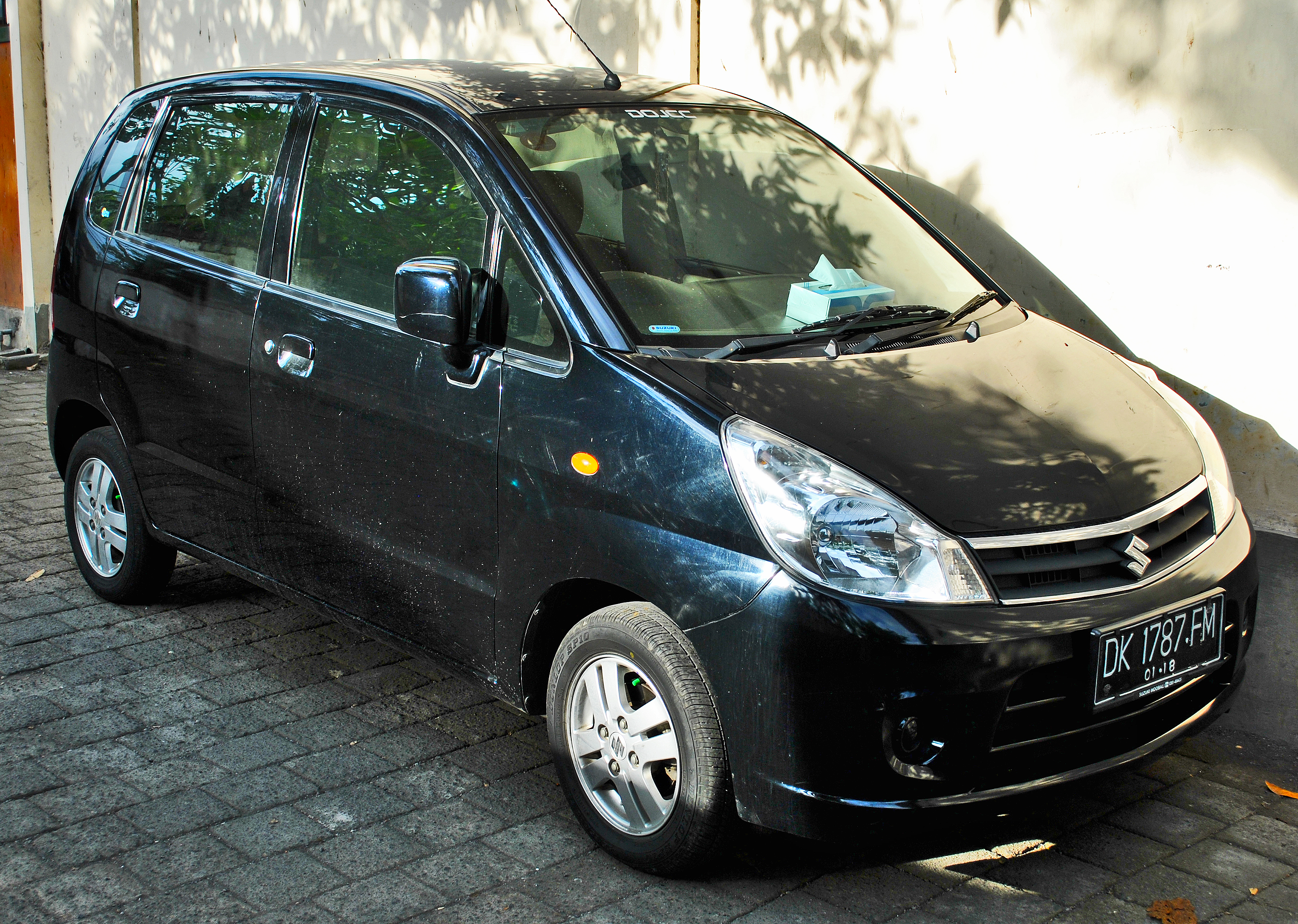
Karimun Estilo после рестайлинга
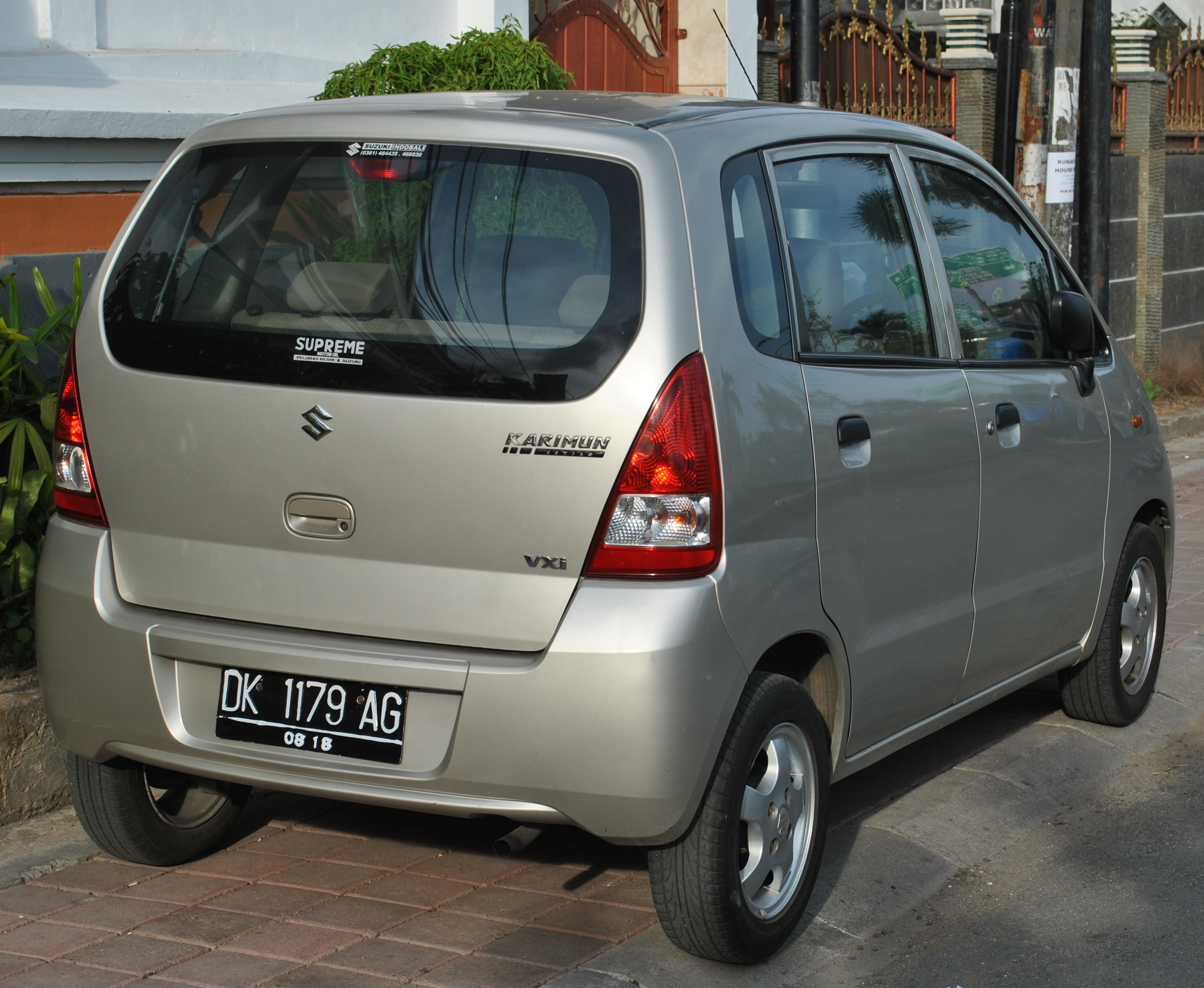
Модель сзади

## Второе поколение

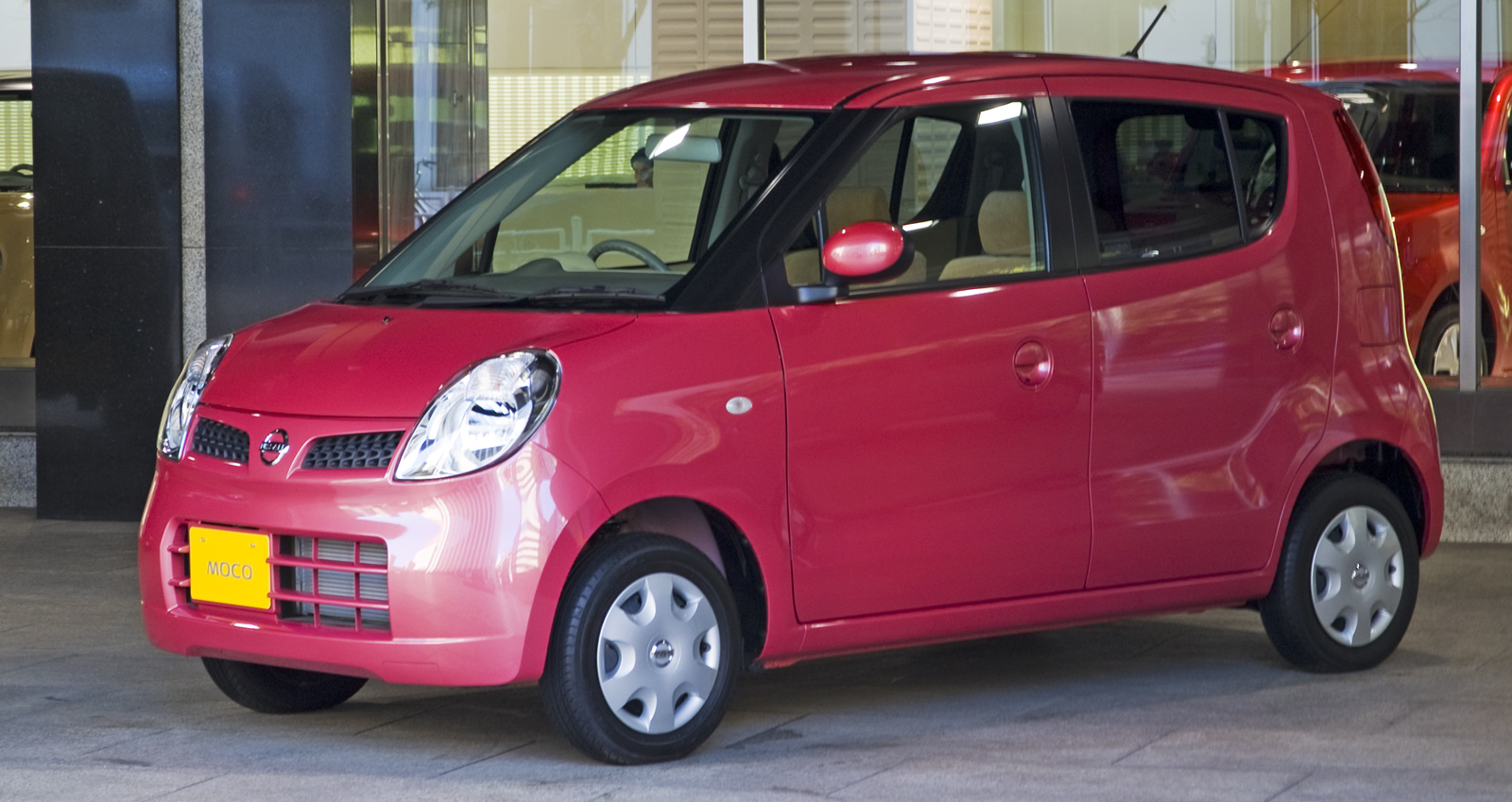
Nissan Moco второго поколения

В 2005 году на 39-м автосалоне в Токио Suzuki представила прототип с необычным названием Mom’s Personal Wagon. В данном концепте есть множество интересных особенностей: передний диван (а не два разных кресла), заднепетельные двери с пассажирской стороны и столики для еды (такие есть в большинстве моделей минивэнов). В январе 2006 года компания выпускает модель MR Wagon второго поколения, основанную на данном прототипе. Ни одна из вышеперечисленных особенностей не перекочевала в серийную модель, но у серийной модели были и свои особенности, например запуск автомобиля без ключа. С технической точки зрения автомобиль был идентичен предыдущему, разве что рычаг переключения КПП находился на центральной консоли.
В феврале 2006 также начались продажи автомобиля под маркой Nissan как Nissan Moco второго поколения. Автомобили также ничем не отличаются кроме решётки радиатора.

## Третье поколение
Продажи третьего поколения начались в январе 2011 года, а в феврале стартовали продажи автомобиля под маркой Nissan. На автомобиль устанавливается новый двигатель Suzuki серии R, который получил систему изменения фаз газораспределения. Степень сжатия равна 11:1. В 2013 году появилась версия MR Wagon Wit с хромированной решёткой радиатора.
Продажи модели завершились в марте 2016 года, а продажи Nissan Moco — в мае того же года.

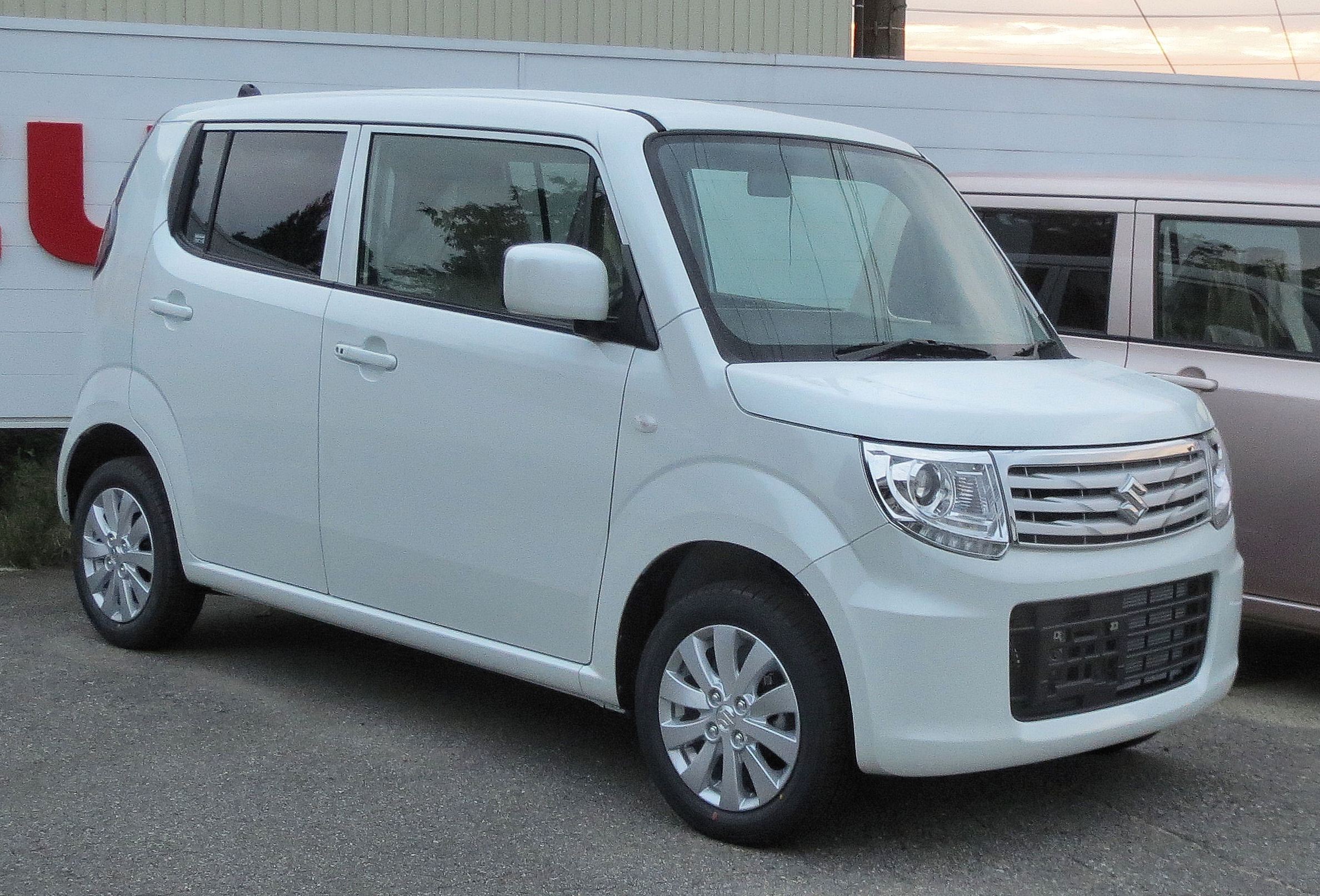
MR Wagon Wit
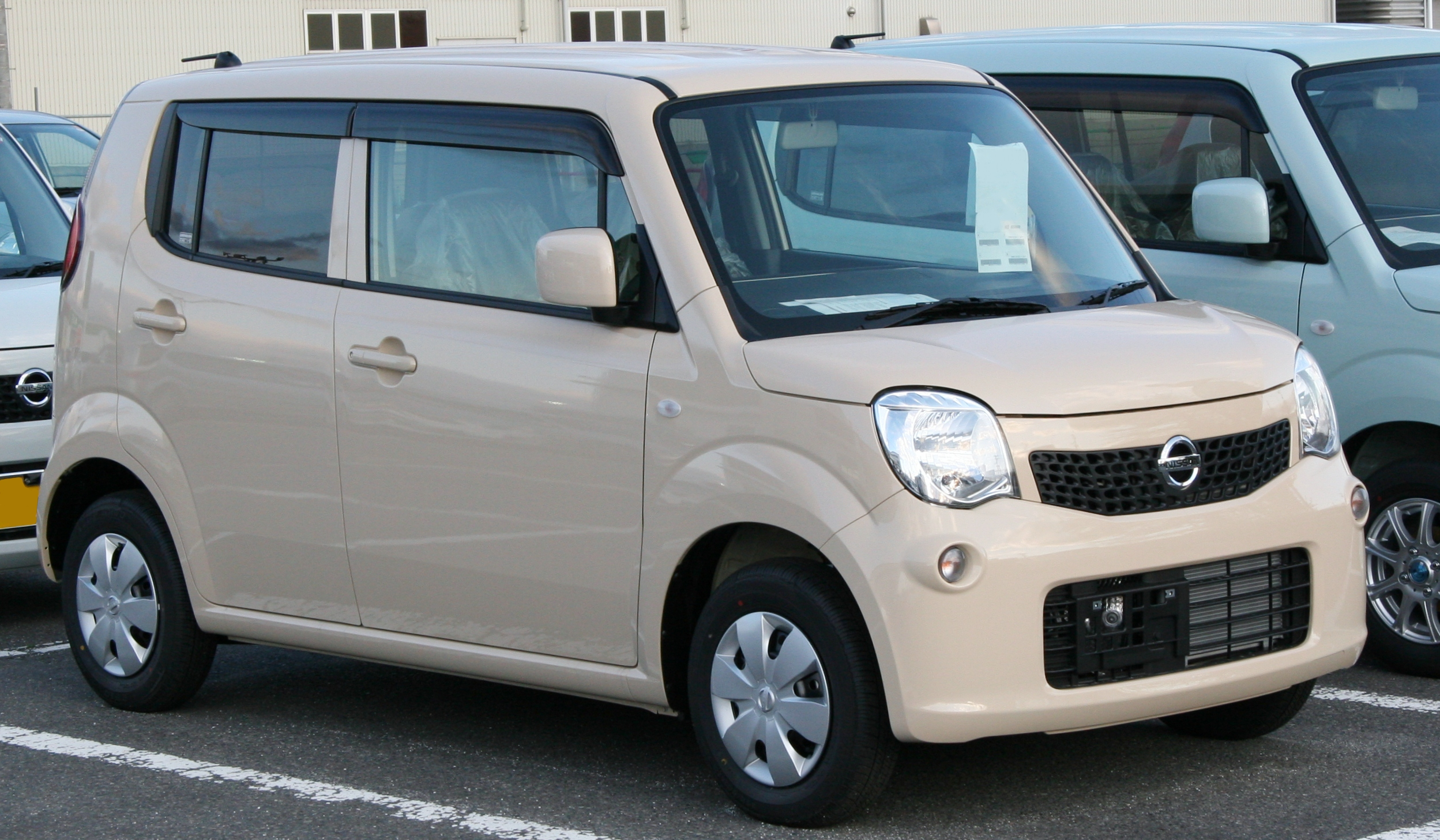
Nissan Moco третьего поколения